# 吉幾三
吉 幾三（よし いくぞう、1952年〈昭和27年〉11月11日 - ）は、日本の演歌歌手、シンガーソングライター、俳優。
青森県五所川原市出身。公式愛称はIKZO、本名は鎌田 善人（かまた よしひと）。血液型はB型。既婚。子供が3人おり、長女は歌手のKU（くー）、次女は女優の寿三美（ことぶき みみ）。

## 略歴
1952年11月11日、民謡歌手の父鎌田稲一（いないち）、母せるの9人兄弟の末っ子として青森県で生まれる。地元の中学校を卒業後、父親の反対を押し切って歌手になるために上京し、米山正夫に師事する。
1973年3月1日にヤンマーディーゼル（現・ヤンマーホールディングス）のロータリーヤンマー船外機コマーシャルソング「恋人は君ひとり」を山岡英二の芸名で発売し、歌手デビュー。芸名の山岡英二はヤンマー社長の苗字「山岡」とエンジン「エイジ」を繋げたものである。キャッチフレーズは「男なら決めよう」。アイドル歌手として売り出したが、成功しなかった。1977年11月25日、吉 幾三と改名しフォークソング路線に移る。この現芸名は、「売れない自分から脱却するための心意気」がそのまま由来になっているということで、これに縁起の良い「吉」の字と、幾たびも苦難を乗り越えていくことを誓う意味で「幾三」の字をそれぞれ当てた。自作の再デビュー曲「俺はぜったい!プレスリー」がヒット、これを機に映画化される。その後は低迷期を経て、コミックソングや演歌へと楽曲の方向性を探る。その頃、歌手の千昌夫と出会う。
1984年3月25日に発売された、千昌夫への提供曲「津軽平野」がヒット。作曲家としての吉の才能が注目される中、同年11月25日には千のプロデュースで発売された「俺ら東京さ行ぐだ」が大ヒット。その後は歌手と並行して俳優としてもドラマに出演。
1986年2月25日、シングル「雪國」を発売。プロデューサーの千から「（お前はコミックソングで世間に認知されているのだから）今さら正統派の演歌なんか売れるわけない」と、大反対を押し切っての発売であったが、ザ・ベストテン（TBS）の年間総合ランキング1位、その年の紅白歌合戦（NHK総合・ラジオ第1、#NHK紅白歌合戦出場歴参照）への出場を経て、同シングルは初のオリコン1位を獲得。以後、本格的な演歌歌手へ路線変更し、1988年の「酒よ」や1990年の「酔歌」など多数の曲をヒットさせる。
2013年2月、不整脈の手術のため入院。手術は無事成功、3月3日に復帰。
2016年、日本作曲家協会音楽祭2016で、特別選奨を受賞。
2019年9月12日、全編津軽弁の歌詞のラップ「TSUGARU」をキャリア初となる音楽配信限定でリリース。
2021年4月23日、『バイオハザード ヴィレッジ』の公式イメージソングとして、「俺ら東京さ行ぐだ」のアレンジ版となる「俺らこんな村いやだLv.100」がYouTubeにて公開。

## 人物
演歌系では数少ないシンガーソングライターで、大半を自ら作詞・作曲している。特に出身地である「津軽」を題材とした曲が多い。
一方、1970年代からの付き人飯塚まもるの影響もあって、1960年代ないし1970年代のフォークソングはギター片手に自然体で歌えると語る通り、自らの音楽のルーツの一つとして日本のフォークソングを位置づけており、2012年にフォークのカバーアルバムの企画が持ち込まれるとすぐに快諾したという。
父親は昭和天皇の前で民謡を披露したほどの民謡の名手であり、そのことについて吉は「親父は超えられない」と語っている。
2007年10月19日、自身が総監督を務める社会人硬式野球チーム「吉球団『ブルーズヨシフォレスト』」の設立を青森市内で発表。活動2年目の2009年には全日本クラブ野球選手権大会にも出場したが、2011年以降は東日本大震災の影響で活動休止となり、事実上解散となった。
2007年11月26日に開催されたデビュー35周年記念パーティーの席上、その3年前からC型肝炎を患っていたが、すでに完治したことを公表している。
2008年、「俺ら東京さ行ぐだ」などの楽曲が動画投稿サイトで様々な曲とミックスされたものが投稿され、これらがきっかけで、ニコニコ動画などでは「IKZO」ブームが巻き起こった。吉はこのブームを好意的に受け止めており、これらの制作者と吉の協力でレコーディングされた完全新曲を収録したマキシシングルが発売されるまでに至った（詳細は「俺ら東京さ行ぐだ#IKZOブーム」を参照）。
ハワイ州ホノルル市にある大型高級ホテル「シェラトン・ワイキキ」内の日本料理レストラン「吉屋」のプロデュースを行っているほか、かつて郷里の金木町でタレントショップ「いくぞうハウス」を経営していたこともある。
下ネタ好きとして知られ、「と・も・子」の曲中の台詞にも「とも子の穿いてたパンティ頬ずりしてるの。たまに被って歩いているの」とあるぐらいである。

## 作品

### シングル

#### ナンバリング
| #                                                                   | 発売日                         | タイトル                                    | B面                                       | 規格                           | 規格品番                       |
| クラウンレコード 山岡英二 名義                                      | クラウンレコード 山岡英二 名義 | クラウンレコード 山岡英二 名義              | クラウンレコード 山岡英二 名義            | クラウンレコード 山岡英二 名義 | クラウンレコード 山岡英二 名義 |
| ------------------------------------------------------------------- | ------------------------------ | ------------------------------------------- | ----------------------------------------- | ------------------------------ | ------------------------------ |
| 1st                                                                 | 1973年3月1日                   | 恋人は君ひとり                              | 愛の航跡                                  | 7インチシングル盤              | CW-1311                        |
| 2nd                                                                 | 1973年10月20日                 | 君は無敵の三冠王                            | 人生ホームラン                            | 7インチシングル盤              | CW-1385                        |
| クラウンレコード 吉幾三 名義                                        |                                |                                             |                                           |                                |                                |
| 1st                                                                 | 1977年11月25日                 | 俺はぜったい!プレスリー                     | 青春荘                                    | 7インチシングル盤              | CW-1705                        |
| ビクター音楽産業 吉幾三 名義                                        |                                |                                             |                                           |                                |                                |
| 2nd                                                                 | 1978年5月25日                  | 俺はぜったいスーパー・スター                | 坂道は長く                                | 7インチシングル盤              | SV-6430                        |
| 3rd                                                                 | 1978年9月25日                  | と・も・子                                  | もうだめね二人                            | 7インチシングル盤              | SV-6476                        |
| 4th                                                                 | 1979年3月25日                  | あそばれた男                                | ナチュラルに                              | 7インチシングル盤              | SV-6564                        |
| 5th                                                                 | 1980年1月21日                  | 縁し唄                                      | 酒の宿                                    | 7インチシングル盤              | SV-6680                        |
| キングレコード 吉幾三 名義                                          |                                |                                             |                                           |                                |                                |
| 6th                                                                 | 1981年11月21日                 | ママ                                        | 三十才                                    | 7インチシングル盤              | K07S-230                       |
| 7th                                                                 | 1982年8月5日                   | ふるさとワルツ                              | 酒・夜・時々…雨                           | 7インチシングル盤              | K07S-312                       |
| 7th                                                                 | 1987年3月21日                  | ふるさとワルツ                              | ママ                                      | 7インチシングル盤              | K07S-10169                     |
| 徳間ジャパンコミュニケーションズ / キャッツタウン 吉幾三 名義       |                                |                                             |                                           |                                |                                |
| 8th                                                                 | 1984年11月25日                 | 俺ら東京さ行ぐだ                            | 故郷                                      | 7インチシングル盤              | CTS-2003                       |
| 9th                                                                 | 1985年7月7日                   | 羅臼                                        | 津軽平野                                  | 7インチシングル盤              | CTS-2005                       |
| 9th                                                                 | 1985年7月7日                   | 羅臼                                        | 津軽平野                                  | CT                             | 10CTC-2005                     |
| 徳間ジャパンコミュニケーションズ / JAPAN RECORD 吉幾三 名義         |                                |                                             |                                           |                                |                                |
| 10th                                                                | 1985年10月25日                 | ゲゲゲの鬼太郎                              | おばけがイクゾ〜                          | 7インチシングル盤              | 7JAS-47                        |
| 徳間ジャパンコミュニケーションズ / キャッツタウン 吉幾三 名義       |                                |                                             |                                           |                                |                                |
| 11th                                                                | 1985年11月25日                 | おじさんサンバ                              | お父さんのタンゴ                          | 7インチシングル盤              | 7CTS-4002                      |
| 12th                                                                | 1986年2月25日                  | 雪國                                        | 薄化粧                                    | 7インチシングル盤              | 7CTS-4003                      |
| 12th                                                                | 1988年3月25日                  | 雪國                                        | 薄化粧                                    | 8cmCD                          | 10CAT-121                      |
| 12th                                                                | 1988年7月25日                  | 雪國                                        | 薄化粧                                    | 8cmCD                          | 12CAT-127                      |
| 13th                                                                | 1987年5月5日                   | 海峡                                        | 東日流                                    | 7インチシングル盤              | 7CTS-4005                      |
| 13th                                                                | 1988年3月25日                  | 海峡                                        | 東日流                                    | 8cmCD                          | 10CAT-120                      |
| 14th                                                                | 1987年6月25日                  | 民謡はふるさと                              | みちのくブルース                          | 7インチシングル盤              | 7CTS-4006                      |
| 15th                                                                | 1988年9月1日                   | 酒よ                                        | 帰郷                                      | 7インチシングル盤              | 7CTS-4007                      |
| 15th                                                                | 1988年9月25日                  | 酒よ                                        | 帰郷                                      | 8cmCD                          | 12CAT-131                      |
| 16th                                                                | 1989年6月25日                  | 港                                          | 津軽恋唄                                  | 7インチシングル盤              | 7CTS-4008                      |
| 16th                                                                | 1989年10月25日                 | 港                                          | 津軽恋唄                                  | 8cmCD                          | 12CAT-133                      |
| 17th                                                                | 1990年6月25日                  | 酔歌                                        | 津軽路                                    | 7インチシングル盤              | TKKL-10005                     |
| 17th                                                                | 1990年6月25日                  | 酔歌                                        | 津軽路                                    | 8cmCD                          | TKDL-30086                     |
| 18th                                                                | 1991年9月25日                  | 女のかぞえ唄                                | ふるさとはこの町                          | 8cmCD                          | TKDL-30393                     |
| 19th                                                                | 1992年6月1日                   | 夜更けのメロディー                          | 旅                                        | 8cmCD                          | TKDL-30641                     |
| 徳間ジャパンコミュニケーションズ / JAPAN RECORD 吉幾三 名義         |                                |                                             |                                           |                                |                                |
| 20th                                                                | 1993年1月25日                  | 酔待酒                                      | じょんがら恋唄                            | 8cmCD                          | TKDA-30759                     |
| 徳間ジャパンコミュニケーションズ / ミノルフォンレコード 吉幾三 名義 |                                |                                             |                                           |                                |                                |
| 21st                                                                | 1993年9月25日                  | 門出                                        | むすめ巡礼 （森若里子）                   | 8cmCD                          | TKDA-70151                     |
| 徳間ジャパンコミュニケーションズ / JAPAN RECORD 吉幾三 名義         |                                |                                             |                                           |                                |                                |
| 22nd                                                                | 1994年4月5日                   | 男の船唄                                    | どんなに遠くても                          | 8cmCD                          | TKDA-70345                     |
| 23rd                                                                | 1994年5月25日                  | 酒よ…追伸（スーパー・ロング・ヴァージョン） | 酒よ…追伸（オリジナル・カラオケ）         | 8cmCD                          | TKDA-70369                     |
| 24th                                                                | 1994年5月25日                  | 酒よ…追伸（スーパー・ロング・ヴァージョン） | 酔歌…追伸（オリジナル・カラオケ）         | 8cmCD                          | TKDA-70370                     |
| 25th                                                                | 1994年10月5日                  | 娘に…                                       | 縁し唄                                    | 8cmCD                          | TKDA-70499                     |
| 26th                                                                | 1995年8月25日                  | 情炎                                        | 小泊港                                    | 8cmCD                          | TKDA-70716                     |
| 27th                                                                | 1996年3月16日                  | 津軽平野                                    | あんた                                    | 8cmCD                          | TKDA-70851                     |
| 28th                                                                | 1996年5月22日                  | エレジー〜哀酒歌〜                          | 信州・白樺・木曽峠                        | 8cmCD                          | TKDA-70889                     |
| 29th                                                                | 1997年3月1日                   | 岩木川                                      | 前略ふるさと様                            | 8cmCD                          | TKDA-71103                     |
| 30th                                                                | 1997年9月3日                   | 哀のブルース                                | OKINAWA〜いつまでもこのままで             | 8cmCD                          | TKDA-71224                     |
| 31st                                                                | 1998年5月27日                  | 旅の途中で…                                 | HEY HEY HEY                               | 8cmCD                          | TKDA-71392                     |
| 32nd                                                                | 1998年9月2日                   | 冬鴎                                        | 奄美で待って…                             | 8cmCD                          | TKDA-71444                     |
| 33rd                                                                | 1999年5月26日                  | 冬の酒                                      | 通天閣                                    | 8cmCD                          | TKDA-71607                     |
| 34th                                                                | 2000年1月26日                  | さくら咲く頃に                              | 北海                                      | 8cmCD                          | TKDA-71875                     |
| 35th                                                                | 2000年6月21日                  | 漢江（ハンガン）                            | かあさんへ                                | 8cmCD                          | TKDA-71973                     |
| 36th                                                                | 2001年4月25日                  | 夢で抱かれて                                | 晩秋                                      | 8cmCD                          | TKDA-72111                     |
| 37th                                                                | 2001年4月25日                  | 立佞武多                                    | 民謡はふるさと                            | 8cmCD                          | TKDA-72112                     |
| 38th                                                                | 2001年8月22日                  | 出逢いの唄                                  | 門出                                      | 8cmCD                          | TKDA-72192                     |
| 39th                                                                | 2001年8月22日                  | ありがとうの唄                              | 釜山（プサン）                            | 8cmCD                          | TKDA-72193                     |
| 40th                                                                | 2002年5月22日                  | 風の子守唄                                  | いつかまた逢えるから…                     | 8cmCD                          | TKDA-72352                     |
| 41st                                                                | 2002年5月22日                  | 北限海峡                                    | 望郷                                      | 8cmCD                          | TKDA-72373                     |
| 42nd                                                                | 2002年5月22日                  | 約束〜君に逢いたくて                        | 花かんざし                                | 8cmCD                          | TKDA-72374                     |
| 43rd                                                                | 2002年8月7日                   | Dream                                       | 旅先から…                                 | Maxi                           | TKCA-72435                     |
| 44th                                                                | 2004年1月21日                  | 男ってやつは…                               | 風に吹かれて…                             | 8cmCD                          | TKDA-72542                     |
| 44th                                                                | 2004年1月21日                  | 男ってやつは…                               | 風に吹かれて…                             | Maxi                           | TKCA-90017                     |
| 45th                                                                | 2004年4月21日                  | TOFU<豆腐>                                  | 母の高山子守唄                            | Maxi                           | TKCA-90024                     |
| 46th                                                                | 2004年5月26日                  | 運河                                        | 君の残したもの                            | Maxi                           | TKCA-90026                     |
| 47th                                                                | 2004年5月26日                  | 酒場のしんちゃん                            | 坂道                                      | Maxi                           | TKCA-90027                     |
| 48th                                                                | 2005年12月21日                 | 父子じゃないか                              | 旅人たち 〜シルクロード編〜               | Maxi                           | TKCA-90083                     |
| 49th                                                                | 2007年3月1日                   | ありがとうを言いたくて                      | 覚えているかい                            | Maxi                           | TKCA-90190                     |
| 50th                                                                | 2007年9月5日                   | かあさんへ                                  | と・も・子…                               | Maxi                           | TKCA-90224                     |
| 51st                                                                | 2007年11月7日                  | やがて世界が歌いだす                        | 羽根を下さい                              | Maxi                           | TKCA-90233                     |
| 52nd                                                                | 2008年10月1日                  | NDA![んだ!]                                 | 尽くさんかい                              | Maxi                           | TKCA-73354                     |
| 53rd                                                                | 2009年2月25日                  | 敬愛〜夕陽の向こうに〜                      | NEBUTA of JAPAN                           | Maxi                           | TKCA-90317                     |
| 54th                                                                | 2010年5月12日                  | 秋風                                        | 白神が故郷                                | Maxi                           | TKCA-90379                     |
| 55th                                                                | 2010年6月2日                   | 北の出会い旅                                | 旅の途中で…                               | Maxi                           | TKCA-90384                     |
| 56th                                                                | 2011年5月25日                  | 男酔い                                      | 上海恋夜曲                                | Maxi                           | TKCA-90440                     |
| 57th                                                                | 2012年5月23日                  | その昔                                      | 忘れない…                                 | Maxi                           | TKCA-90486                     |
| 58th                                                                | 2013年10月2日                  | 男っちゅうもんは                            | 別離（わかれ）の時は                      | Maxi                           | TKCA-90570                     |
| 59th                                                                | 2015年1月28日                  | 海に抱かれに                                | 紅〜べに〜                                | Maxi                           | TKCA-90677                     |
| 60th                                                                | 2017年5月24日                  | ひとり北国                                  | 母の背中の子守唄 うちのかみさん           | Maxi                           | TKCA-90742                     |
| 61st                                                                | 2016年1月27日                  | ららばい                                    | 景色の唄、知床半島                        | Maxi                           | TKCA-90961                     |
| 62nd                                                                | 2018年3月7日                   | 男うた                                      | おんな酒                                  | Maxi                           | TKCA-91035                     |
| 63rd                                                                | 2019年5月22日                  | 人生〜みち〜                                | 別れて…そして                             | Maxi                           | TKCA-91231                     |
| 64th                                                                | 2019年9月12日                  | TSUGARU                                     | TSUGARU（オリジナル・カラオケ）           | 音楽配信                       |                                |
| 64th                                                                | 2019年10月30日                 | TSUGARU <オリジナルバージョン>              | TSUGARU（オリジナル・カラオケ）           | Maxi                           | TKCA-74860                     |
| 65th                                                                | 2019年11月27日                 | 涙…止めて                                   | 涙…止めて（オリジナル・カラオケ）         | Maxi                           | TKCA-91231                     |
| 66th                                                                | 2020年4月29日                  | 百年桜                                      | 白神が故郷 〜アコースティックバージョン〜 | Maxi                           | TKCA-91265                     |
| 67th                                                                | 2021年1月27日                  | 港町挽歌                                    | 二人のブルース                            | Maxi                           | TKCA-91330                     |
| 68th                                                                | 2021年11月24日                 | ふるさとチョイス                            | わが故郷へ                                | Maxi                           | TKCA-91380                     |
| 69th                                                                | 2022年3月1日                   | 頼り頼られ…                                 | 天空へ届け                                | Maxi                           | TKCA-91450                     |

#### 企画シングル
| 発売日                                                          | タイトル                                                  | 収録曲 | 規格                                                      | 規格品番                                                  |                                                           |
| 徳間ジャパンコミュニケーションズ / JAPAN RECORD IKZO 名義       | 徳間ジャパンコミュニケーションズ / JAPAN RECORD IKZO 名義 | 徳間ジャパンコミュニケーションズ / JAPAN RECORD IKZO 名義                                                                                                | 徳間ジャパンコミュニケーションズ / JAPAN RECORD IKZO 名義 | 徳間ジャパンコミュニケーションズ / JAPAN RECORD IKZO 名義 | 徳間ジャパンコミュニケーションズ / JAPAN RECORD IKZO 名義 |
| --------------------------------------------------------------- | --------------------------------------------------------- | --- | --------------------------------------------------------- | --------------------------------------------------------- | --------------------------------------------------------- |
| 2008年11月19日                                                  | IKZO CHANNEL 441.93                                       | 1. IKZO Non-Stop MIX 441.93 / NOISE FACTORY 2. ITAKO GIRL / Aliced Twilightz ×全農連P 3. 富嶽四十四景〜俺はこんな世界いやだ〜 / みくすびと と らっぷびと | Maxi                                                      | TKCA-73386                                                |                                                           |
| 徳間ジャパンコミュニケーションズ / JAPAN RECORD 北見熊の助 名義 |                                                           | |                                                           |                                                           |                                                           |
| 2009年11月4日                                                   | ほ・ほほほの北海道                                        | 1. ほ・ほほほの北海道 2. Oh! Souda Bear 3. すすきののP〜! 4. オヤジの独り言                                                                              | Maxi                                                      | TKCA-73482                                                |                                                           |

#### デュエット・シングル
| 名義                     | 発売日        | タイトル     | c/w                                                             | 規格  | 規格品番   | 発売元                                          |
| ------------------------ | ------------- | ------------ | --------------------------------------------------------------- | ----- | ---------- | ----------------------------------------------- |
| 幾三ちゃんとHITOMIちゃん | 1993年8月8日  | ドダバ富士   | ドダバ富士（オリジナル・カラオケ） ドダバ富士（女性用カラオケ） | 8cmCD | CODA-231   | 日本コロムビア                                  |
| 吉幾三・川中美幸         | 2000年9月1日  | 出張物語     | サマザマね…ネ                                                   | 8cmCD | TKDA-71972 | 徳間ジャパンコミュニケーションズ / JAPAN RECORD |
| 川中美幸・吉幾三         | 2000年9月1日  | 出張物語     | 美幸のお願い数え唄 （川中美幸）                                 | 8cmCD | TEDA-10475 | テイチク                                        |
| 吉幾三 & 香西かおり      | 2014年3月19日 | 明日の夫婦酒 | ちょい悪オヤジ                                                  | Maxi  | TKCA-90605 | 徳間ジャパンコミュニケーションズ / JAPAN RECORD |
| 吉幾三 & 香西かおり      | 2014年3月19日 | 明日の夫婦酒 | 志乃は心の港なのさ （香西かおり）                               | Maxi  | UPCH-80354 | ユニバーサルミュージック                        |
| 北島三郎・吉幾三         | 2016年5月18日 | 風は吹く     | 望郷                                                            | Maxi  | TKCA-90815 | 徳間ジャパンコミュニケーションズ / JAPAN RECORD |
| GEORGE & YOSHI           | 2017年8月16日 | 大人の玉入れ | BAR                                                             | Maxi  | TKCA-90999 | 徳間ジャパンコミュニケーションズ / JAPAN RECORD |
| 北見熊の助 & 中丸日向子  | 2020年3月4日  | 逃避行       | 香港 （熊谷真実）                                               | Maxi  | TKCA-74879 | 徳間ジャパンコミュニケーションズ / JAPAN RECORD |

#### 通信カラオケDAM 愛唱歌スペシャル
1. 吉幾三/通信カラオケDAM 愛唱歌スペシャル3 酒よ/酔歌/俺ら東京さ行ぐだ（2016年4月20日 TKCA-90775）
2. 吉幾三/通信カラオケDAM 愛唱歌スペシャル3 雪國/情炎/海峡（2016年5月25日 TKCA-90795）
3. 吉幾三/通信カラオケDAM 愛唱歌スペシャル3 津軽平野/男酔い/と・も・子…（2017年4月19日 TKCA-90917）
4. 吉幾三/通信カラオケDAM 愛唱歌スペシャル3 父子じゃないか/娘に/港（2017年5月17日 TKCA-90935）
5. 吉幾三/通信カラオケDAM 愛唱歌スペシャル3 男っちゅうもんは/あんた/立佞武多（2018年4月18日 TKCA-91043）
6. 吉幾三/通信カラオケDAM 愛唱歌スペシャル3 海に抱かれに/哀のブルース/ひとり北国（2018年5月16日 TKCA-91062）

#### 参加楽曲
| 発売日        | 商品名 | 歌                     | 楽曲                    | 備考 |
| ------------- | ------ | ---------------------- | ----------------------- | --- |
| 1973年        | -      | 山岡英二・安藤静子     | 「歌登音頭」            | 2016年、北海道枝幸町歌登地区（旧歌登町）で祭りなどで流されている歌登音頭の活用案が浮上した際、ワークショップのメンバーが日本クラウンに尋ねたところ、この曲は旧歌登町が日本クラウンに制作を依頼し、1973年に吉が女性歌手とともに歌った曲であることが判明した。但し一般には流通しないプライベート盤として制作され、山岡英二名義での発売であったため、長らく吉に気付く人がいなかったという。 |
| 2012年7月25日 | 乙     | cro-magnon×Hyouge Mono | 「Bowl Man feat. IKZO」 | NHKアニメ『へうげもの』オープニングテーマ |

### アルバム

#### オリジナル・アルバム
| #                                                             | 発売日                       | タイトル                     | 規格                         | 規格品番                     |
| ビクター音楽産業 吉幾三 名義                                  | ビクター音楽産業 吉幾三 名義 | ビクター音楽産業 吉幾三 名義 | ビクター音楽産業 吉幾三 名義 | ビクター音楽産業 吉幾三 名義 |
| ------------------------------------------------------------- | ---------------------------- | ---------------------------- | ---------------------------- | ---------------------------- |
| 1st                                                           | 1978年                       | 帰ろうか…                    | LP                           | SJX-20103                    |
| 徳間ジャパンコミュニケーションズ / キャッツタウン 吉幾三 名義 |                              |                              |                              |                              |
| 2nd                                                           | 1985年3月25日                | 俺らの唄を聴け               | LP                           | 28CTL-3001                   |
| 2nd                                                           | 1985年4月25日                | 俺らの唄を聴け               | CD                           | 32CAT-5                      |
| 2nd                                                           | 2000年4月26日                | 俺らの唄を聴け               | CD                           | TKCA-71913                   |
| 3rd                                                           | 1986年5月25日                | 元気かい…                    | LP                           | 28CTL-3013                   |
| 3rd                                                           | 1986年5月25日                | 元気かい…                    | CD                           | 32CAT-104                    |
| 4th                                                           | 1987年7月25日                | 前略ふるさと様               | LP                           | 28CTL-3025                   |
| 4th                                                           | 1987年7月25日                | 前略ふるさと様               | CD                           | 32CAT-115                    |
| 徳間ジャパンコミュニケーションズ / JAPAN RECORD 吉幾三 名義   |                              |                              |                              |                              |
| 5th                                                           | 2005年4月1日                 | 津軽海道                     | CD                           | TKCA-72847                   |
| 6th                                                           | 2006年6月7日                 | 吉幾三専科                   | CD                           | TKCA-73032                   |
| 7th                                                           | 2008年11月5日                | 魂〜出逢いの中で〜           | CD                           | TKCA-73376                   |
| 8th                                                           | 2011年9月7日                 | 幾三スタジオ                 | CD                           | TKCA-73680                   |
| 9th                                                           | 2015年1月28日                | 愛・ありがとう               | CD                           | TKCA-74192                   |
| 10th                                                          | 2021年7月28日                | おとこ達へ…                  | CD                           | TKCA-74951                   |

#### カバー・アルバム
| #                                                           | 発売日                                                      | タイトル                                                    | 規格                                                        | 規格品番                                                    |                                                             |
| 徳間ジャパンコミュニケーションズ / JAPAN RECORD 吉幾三 名義 | 徳間ジャパンコミュニケーションズ / JAPAN RECORD 吉幾三 名義 | 徳間ジャパンコミュニケーションズ / JAPAN RECORD 吉幾三 名義 | 徳間ジャパンコミュニケーションズ / JAPAN RECORD 吉幾三 名義 | 徳間ジャパンコミュニケーションズ / JAPAN RECORD 吉幾三 名義 | 徳間ジャパンコミュニケーションズ / JAPAN RECORD 吉幾三 名義 |
| ----------------------------------------------------------- | ----------------------------------------------------------- | ----------------------------------------------------------- | ----------------------------------------------------------- | ----------------------------------------------------------- | ----------------------------------------------------------- |
| 1st                                                         | 2004年2月25日                                               | いろはにほへどはやりうた（一）男ごころにおんな唄            | CD                                                          | TKCA-72652                                                  |                                                             |
| 2nd                                                         | 2006年12月20日                                              | 恋歌                                                        | CD                                                          | TKCA-73149                                                  |                                                             |
| 3rd                                                         | 2012年5月23日                                               | あの頃の青春を詩う                                          | CD                                                          | TKCA-73770                                                  |                                                             |
| 4th                                                         | 2014年4月2日                                                | あの頃の青春を詩うvol.2                                     | CD                                                          | TKCA-74063                                                  |                                                             |
| 5th                                                         | 2016年6月1日                                                | あの頃の青春を詩うvol.3                                     | CD                                                          | TKCA-74373                                                  |                                                             |
| 6th                                                         | 2019年5月15日                                               | あの頃の青春を詩う vol.4 グループサウンズ編                 | CD                                                          | TKCA-74790                                                  |                                                             |

#### セルフカバー・アルバム
| #                                                           | 発売日                                                      | タイトル                                                    | 規格                                                        | 規格品番                                                    |                                                             |
| 徳間ジャパンコミュニケーションズ / JAPAN RECORD 吉幾三 名義 | 徳間ジャパンコミュニケーションズ / JAPAN RECORD 吉幾三 名義 | 徳間ジャパンコミュニケーションズ / JAPAN RECORD 吉幾三 名義 | 徳間ジャパンコミュニケーションズ / JAPAN RECORD 吉幾三 名義 | 徳間ジャパンコミュニケーションズ / JAPAN RECORD 吉幾三 名義 | 徳間ジャパンコミュニケーションズ / JAPAN RECORD 吉幾三 名義 |
| ----------------------------------------------------------- | ----------------------------------------------------------- | ----------------------------------------------------------- | ----------------------------------------------------------- | ----------------------------------------------------------- | ----------------------------------------------------------- |
| 1st                                                         | 2018年2月21日                                               | 感謝を込めて 〜あの人が歌ってくれた詩-吉幾三セルフカバー集- | CD                                                          | TKCA-74610                                                  |                                                             |
| 2nd                                                         | 2022年3月1日                                                | 50周年記念アルバムI〜ピアノと吉と〜                         | CD                                                          | TKCA-75050                                                  |                                                             |
| 3rd                                                         | 2022年5月18日                                               | 50周年記念アルバムII〜ギターと吉と〜                        | CD                                                          | TKCA-75051                                                  |                                                             |
| 4th                                                         | 2022年9月21日                                               | 50周年記念アルバムIII〜あなたの町へ吉と〜                   | CD                                                          | TKCA-75052                                                  |                                                             |
| 5th                                                         | 2022年11月16日                                              | 50周年記念アルバムIV〜語り歌〜                              | CD                                                          | TKCA-75053                                                  |                                                             |

#### ライヴ・アルバム
| #                                                             | 発売日                                                        | タイトル                                                      | 規格                                                          | 規格品番                                                      |                                                               |
| 徳間ジャパンコミュニケーションズ / キャッツタウン 吉幾三 名義 | 徳間ジャパンコミュニケーションズ / キャッツタウン 吉幾三 名義 | 徳間ジャパンコミュニケーションズ / キャッツタウン 吉幾三 名義 | 徳間ジャパンコミュニケーションズ / キャッツタウン 吉幾三 名義 | 徳間ジャパンコミュニケーションズ / キャッツタウン 吉幾三 名義 | 徳間ジャパンコミュニケーションズ / キャッツタウン 吉幾三 名義 |
| ------------------------------------------------------------- | ------------------------------------------------------------- | ------------------------------------------------------------- | ------------------------------------------------------------- | ------------------------------------------------------------- | ------------------------------------------------------------- |
| 1st                                                           | 1985年9月25日                                                 | LIVE'85 どおだまいったかあ                                    | LP                                                            | 17CTL-3006/7                                                  |                                                               |
| 1st                                                           | 1985年9月25日                                                 | LIVE'85 どおだまいったかあ                                    | CD                                                            | 32CAT-102                                                     |                                                               |
| 1st                                                           | 2000年4月26日                                                 | LIVE'85 どおだまいったかあ                                    | CD                                                            | TKCA-71914                                                    |                                                               |
| 2nd                                                           | 1988年7月25日                                                 | 爆笑!世界初のスナックおしのびライヴ                           | CD                                                            | 32CAT-129                                                     |                                                               |
| 3rd                                                           | 1992年4月25日                                                 | 20周年記念Super Live今夜も行くぞ!                             | CD                                                            | TKCL-30575                                                    |                                                               |
| 徳間ジャパンコミュニケーションズ / JAPAN RECORD 吉幾三 名義   |                                                               |                                                               |                                                               |                                                               |                                                               |
| 4th                                                           | 2012年9月5日                                                  | 40周年突入記念ライブ“平成おしのびライブ”                      | CD                                                            | TKCA-73814/5                                                  |                                                               |
| 5th                                                           | 2016年7月20日                                                 | 平成おしのびライブ season2                                    | CD                                                            | TKCA-74369                                                    |                                                               |

#### ベスト・アルバム
| #                                                             | 発売日                                                        | タイトル                                                      | 規格                                                          | 規格品番                                                      |                                                               |
| 徳間ジャパンコミュニケーションズ / キャッツタウン 吉幾三 名義 | 徳間ジャパンコミュニケーションズ / キャッツタウン 吉幾三 名義 | 徳間ジャパンコミュニケーションズ / キャッツタウン 吉幾三 名義 | 徳間ジャパンコミュニケーションズ / キャッツタウン 吉幾三 名義 | 徳間ジャパンコミュニケーションズ / キャッツタウン 吉幾三 名義 | 徳間ジャパンコミュニケーションズ / キャッツタウン 吉幾三 名義 |
| ------------------------------------------------------------- | ------------------------------------------------------------- | ------------------------------------------------------------- | ------------------------------------------------------------- | ------------------------------------------------------------- | ------------------------------------------------------------- |
| 1st                                                           | 1986年9月25日                                                 | 魅力のすべて                                                  | CD                                                            | 27CAT-109/10                                                  |                                                               |
| 徳間ジャパンコミュニケーションズ / JAPAN RECORD 吉幾三 名義   |                                                               |                                                               |                                                               |                                                               |                                                               |
| 2nd                                                           | 1992年11月25日                                                | 吉幾三ベスト・アルバム                                        | CD                                                            | TKCL-30711                                                    |                                                               |
| 3rd                                                           | 1993年5月25日                                                 | 吉幾三ベストコレクション〜海猫                                | CD                                                            | TKCA-70062                                                    |                                                               |
| 4th                                                           | 1994年7月25日                                                 | ザ・コレクション〜男の船唄                                    | CD                                                            | TKCA-70445                                                    |                                                               |
| 5th                                                           | 1995年4月25日                                                 | リクエスト193                                                 | CD                                                            | TKCA-70616                                                    |                                                               |
| 6th                                                           | 1995年8月25日                                                 | オリジナル撰集                                                | CD                                                            | TKCA-70717                                                    |                                                               |
| 7th                                                           | 1995年10月25日                                                | 吉幾三特撰集〜最新オリジナルヒットアルバム                    | CD                                                            | TKCA-70746                                                    |                                                               |
| 8th                                                           | 1996年7月8日                                                  | 吉幾三ベスト エレジー〜哀愁歌〜                               | CD                                                            | TKCA-70973                                                    |                                                               |
| 9th                                                           | 1998年7月23日                                                 | 吉幾三/旅の途中で…〈ベストコレクション〉                      | CD                                                            | TKCA-71415                                                    |                                                               |
| 10th                                                          | 1999年6月23日                                                 | 吉幾三ベストコレクション'99                                   | CD                                                            | TKCA-71624                                                    |                                                               |
| 11th                                                          | 2000年4月5日                                                  | 吉幾三ベスト〜さくら咲く頃に                                  | CD                                                            | TKCA-71898                                                    |                                                               |
| 12th                                                          | 2001年6月27日                                                 | 吉幾三コレクション                                            | CD                                                            | TKCA-72144                                                    |                                                               |
| 13th                                                          | 2002年6月26日                                                 | 30周年記念特別企画〜酒よ…我が人生                             | CD                                                            | TKCA-72363/5                                                  |                                                               |
| 14th                                                          | 2003年5月21日                                                 | 吉幾三ベスト・コレクション'03〜男ってやつは…〜                | CD                                                            | TKCA-72549                                                    |                                                               |
| 15th                                                          | 2004年6月23日                                                 | 吉幾三のおもちゃ箱 〜TVアニメ・CM&コミック集〜                | CD                                                            | TKCA-72694                                                    |                                                               |
| 16th                                                          | 2005年12月22日                                                | 聴きたい!歌いたい!ベスト8&8                                   | CD                                                            | TKCA-8                                                        |                                                               |
| 17th                                                          | 2007年6月20日                                                 | 35周年記念 すべての人にありがとうを〜詩の旅へ                 | CD                                                            | TKCA-73191/2                                                  |                                                               |
| 18th                                                          | 2011年5月11日                                                 | ゴールデン☆ベスト                                             | CD                                                            | TKCA-73659                                                    |                                                               |
| 19th                                                          | 2012年12月5日                                                 | 吉幾三のおもちゃ箱 〜スペシャルエディション〜                 | CD                                                            | TKCA-73851                                                    |                                                               |
| 20th                                                          | 2012年3月7日                                                  | 芸能生活40周年記念アルバム1「なァ酒よ、ふるさとよ」           | CD                                                            | TKCA-73742                                                    |                                                               |
| 21st                                                          | 2012年3月7日                                                  | 芸能生活40周年記念アルバム2「母へ、家族へ」                   | CD                                                            | TKCA-73743                                                    |                                                               |
| 22nd                                                          | 2012年3月7日                                                  | 芸能生活40周年記念アルバム3「人生（たび）の続き」             | CD                                                            | TKCA-73744                                                    |                                                               |
| 23rd                                                          | 2013年3月6日                                                  | 芸能生活40周年企画 吉幾三 シングルパーフェクトコレクション    | CD                                                            | TKCA-73877/80                                                 |                                                               |
| 24th                                                          | 2016年10月26日                                                | 中日劇場開場50周年記念CD〜今…昭和時代を                       | CD                                                            | TKCA-74445                                                    |                                                               |
| 25th                                                          | 2021年6月9日                                                  | 吉幾三のおもちゃ箱 〜令和エディション〜                       | CD                                                            | TKCA-74950                                                    |                                                               |
| 26th                                                          | 2022年3月9日                                                  | リクエストスーパーベスト                                      | CD                                                            | TKCA-75055                                                    |                                                               |

#### 企画ベスト・アルバム（ビクターエンタテインメント発売分）
1. 決定版 吉幾三作品集（1989年11月21日 VDRY-25003）
2. （再）BEST ONE 吉幾三作品集（1990年11月25日 VICL-5020）
3. （再）決定版 吉幾三作品集（1991年11月25日 VICL-8039）
4. （再）吉幾三作品集 決定版（1993年10月27日 VICL-8078）
5. （再）吉幾三作品集（1995年10月25日 VICL-5295）
6. 決定版 吉幾三作品集（2013年5月15日 MSCL-60199[注 7]）

#### 全曲集・大全集（徳間ジャパン/キャッツタウンレーベル発売分）
1. 吉幾三全曲集（1986年10月25日 32CAT-114）
2. 吉幾三全曲集（1987年10月25日 32CAT-116）
3. 吉幾三全曲集〜酒よ（1988年10月25日 32CAT-132）
4. 吉幾三全曲集〜港（1989年11月25日 35CAT-134）
5. 吉幾三全曲集〜酔歌（1990年8月25日 TKCL-30129）
6. 吉幾三全曲集 女の数え唄（1991年11月25日 TKCL-30450）
7. 吉幾三全曲集〜夜更けのメロディー（1992年8月25日 TKCL-30668）
8. 吉幾三大全集（1993年8月25日 TKCA-70142/3）
9. 吉幾三全曲集〜どんなに遠くても（1993年10月25日 TKCA-70167）
10. 吉幾三全曲集〜娘に…（1994年11月25日 TKCA-70529）
11. 吉幾三全曲集（1996年11月21日 TKCA-71036）
12. 吉幾三全曲集〜岩木川（1997年6月4日 TKCA-71165）
13. 吉幾三全曲集（1997年10月22日 TKCA-71248）
14. 吉幾三全曲集（1998年1月21日 TKCA-71310/1）
15. 吉幾三全曲集〜冬鴎（1998年10月21日 TKCA-71473）
16. 吉幾三全曲集（1999年10月20日 TKCA-71714/5）
17. 吉幾三大全集（2000年6月21日 TKCA-71953/8）
18. 吉幾三全曲集（2000年10月25日 TKCA-72020）
19. 2001全曲集〜夢で抱かれて〜（2001年9月27日 TKCA-72210）
20. 吉幾三全曲集 2002〜2003（2002年9月26日 TKCA-72424）
21. 吉幾三全曲集〜男ってやつは…（2003年10月22日 TKCA-72595）
22. 吉幾三全曲集（2004年10月27日 TKCA-72767）
23. 吉幾三全曲集（2005年11月2日 TKCA-72913）
24. 吉幾三全曲集〜父子じゃないか…〜（2006年11月8日 TKCA-73125）
25. 吉幾三全曲集〜ありがとうを言いたくて〜（2007年12月5日 TKCA-73282）
26. 吉幾三 全曲集〜NDA![んだ!]〜（2008年12月3日 TKCA-73368）
27. 吉幾三全曲集〜敬愛〜（2009年12月2日 TKCA-73477）
28. 吉幾三全曲集〜秋風〜（2010年11月3日 TKCA-73592）
29. 吉幾三全曲集〜男酔い〜（2011年10月26日 TKCA-73687）
30. 吉幾三全曲集〜その昔〜（2012年9月26日 TKCA-73809/10）
31. 吉幾三全曲集〜男っちゅうもんは〜（2014年10月1日 TKCA-74133）
32. 吉幾三 全曲集〜海に抱かれに〜（2015年10月21日 TKCA-74281）
33. 吉幾三 全曲集〜ひとり北国〜（2016年10月26日 TKCA-74410）
34. 吉幾三 全曲集〜男うた〜（2018年11月7日 TKCA-74714）
35. 吉幾三 全曲集〜人生〜（2019年11月6日 TKCA-74849）
36. 吉幾三 全曲集〜酒よ・涙…止めて〜（2020年10月7日 TKCA-74912）

### CD-BOX
| #                                                           | 発売日                                                      | タイトル                                                    | 規格                                                        | 規格品番                                                    |                                                             |
| 徳間ジャパンコミュニケーションズ / JAPAN RECORD 吉幾三 名義 | 徳間ジャパンコミュニケーションズ / JAPAN RECORD 吉幾三 名義 | 徳間ジャパンコミュニケーションズ / JAPAN RECORD 吉幾三 名義 | 徳間ジャパンコミュニケーションズ / JAPAN RECORD 吉幾三 名義 | 徳間ジャパンコミュニケーションズ / JAPAN RECORD 吉幾三 名義 | 徳間ジャパンコミュニケーションズ / JAPAN RECORD 吉幾三 名義 |
| ----------------------------------------------------------- | ----------------------------------------------------------- | ----------------------------------------------------------- | ----------------------------------------------------------- | ----------------------------------------------------------- | ----------------------------------------------------------- |
| 1st                                                         | 2017年7月5日                                                | 芸能生活45周年記念 吉幾三 193大全集                         | CD                                                          | TKCA-74519                                                  |                                                             |

### トリビュート・アルバム
| #                                               | 発売日                                          | タイトル                                        | 規格                                            | 規格品番                                        |                                                 |
| 徳間ジャパンコミュニケーションズ / JAPAN RECORD | 徳間ジャパンコミュニケーションズ / JAPAN RECORD | 徳間ジャパンコミュニケーションズ / JAPAN RECORD | 徳間ジャパンコミュニケーションズ / JAPAN RECORD | 徳間ジャパンコミュニケーションズ / JAPAN RECORD | 徳間ジャパンコミュニケーションズ / JAPAN RECORD |
| ----------------------------------------------- | ----------------------------------------------- | ----------------------------------------------- | ----------------------------------------------- | ----------------------------------------------- | ----------------------------------------------- |
| 1st                                             | 2022年7月20日                                   | 幾三フェスティバル                              | CD                                              | TKCA-75057                                      |                                                 |

### タイアップ
| 曲名             | タイアップ                                                           | 収録作品                           |
| ---------------- | -------------------------------------------------------------------- | ---------------------------------- |
| ゲゲゲの鬼太郎   | フジテレビ系放映アニメーション『ゲゲゲの鬼太郎』メインテーマ曲       | シングル『ゲゲゲの鬼太郎』         |
| おばけがイクゾ〜 | フジテレビ系放映アニメーション『ゲゲゲの鬼太郎』エンディングテーマ曲 | シングル『ゲゲゲの鬼太郎』         |
| 民謡はふるさと   | NHK総合テレビ『民謡をあなたに』テーマ曲                              | シングル『民謡はふるさと』         |
| 帰郷             | NHK総合テレビ 銀河テレビ小説『素晴らしき帰郷』主題歌                 | シングル『酒よ』                   |
| ドダバ富士       | フジテレビ系ミュージック キャンペーン ソング                         | デュエット・シングル『ドダバ富士』 |
| 旅の途中で…      | NHK総合テレビ『ふだん着の温泉』テーマソング                          | シングル『旅の途中で…』            |
| Dream            | 新日本ハウスCMソング                                                 | シングル『Dream』                  |
| 風に吹かれて…    | ワークマンCMソング                                                   | シングル『男ってやつは…』          |
| TOFU<豆腐>       | NHK『みんなのうた』より                                              | シングル『TOFU<豆腐>』             |
| 父子じゃないか   | 中日劇場開場40周年・吉幾三『新春特別公演』テーマソング               | シングル『父子じゃないか』         |
| 北の出会い旅     | NHK札幌放送局制作『いくぞー!北の出会い旅』テーマソング               | シングル『北の出会い旅』           |
| 百年桜           | 弘前観桜会100回記念曲                                                | シングル『百年桜』                 |
| 百年桜           | FMアップルウェーブ開局20周年記念曲                                   | シングル『百年桜』                 |
| ふるさとチョイス | ふるさと納税ポータルサイト『ふるさとチョイス』応援ソング             | シングル『ふるさとチョイス』       |

### 映像作品
| #                                                             | 発売日                                                        | タイトル                                                         | 規格                                                          | 規格品番                                                      |                                                               |
| 徳間ジャパンコミュニケーションズ / キャッツタウン 吉幾三 名義 | 徳間ジャパンコミュニケーションズ / キャッツタウン 吉幾三 名義 | 徳間ジャパンコミュニケーションズ / キャッツタウン 吉幾三 名義    | 徳間ジャパンコミュニケーションズ / キャッツタウン 吉幾三 名義 | 徳間ジャパンコミュニケーションズ / キャッツタウン 吉幾三 名義 | 徳間ジャパンコミュニケーションズ / キャッツタウン 吉幾三 名義 |
| ------------------------------------------------------------- | ------------------------------------------------------------- | ---------------------------------------------------------------- | ------------------------------------------------------------- | ------------------------------------------------------------- | ------------------------------------------------------------- |
| 1st                                                           | 1992年11月25日                                                | 演歌の花道                                                       | VHS                                                           | TKVE-60490                                                    |                                                               |
| 徳間ジャパンコミュニケーションズ / JAPAN RECORD 吉幾三 名義   |                                                               |                                                                  |                                                               |                                                               |                                                               |
| 2nd                                                           | 2007年9月26日                                                 | ベスト・コレクション & 秘蔵ライブ映像 in AOYAMA“ちょっと来ない?” | DVD                                                           | TKBA-1107                                                     |                                                               |
| 3rd                                                           | 2013年10月2日                                                 | 吉幾三コンサート 支えられて40年                                  | DVD                                                           | TKBA-1173                                                     |                                                               |
| 4th                                                           | 2018年11月7日                                                 | 吉幾三45周年ファイナルコンサート                                 | DVD                                                           | TKBA-1256                                                     |                                                               |
| 5th                                                           | 2018年11月7日                                                 | 吉幾三 NHK熱唱の軌跡                                             | DVD                                                           | TKBU-1051                                                     |                                                               |

### 楽曲提供作品
| 歌手名             | 曲名                   | 収録（初出のみ）                   | 年     | 作詞       | 作曲       |
| ------------------ | ---------------------- | ---------------------------------- | ------ | ---------- | ---------- |
| 石川さゆり         | あぁ…あんた川          | シングル『あぁ…あんた川』          | 2015年 | 吉幾三     | 吉幾三     |
| 石原詢子           | 濃尾恋歌               | シングル『濃尾恋歌』               | 2014年 | 冬弓ちひろ | 吉幾三     |
| 石原詢子           | 千年先まで…            | シングル『濃尾恋歌』               | 2014年 | 石原詢子   | 吉幾三     |
| 五木ひろし         | ひとりじゃないから     | シングル『罪と罰』                 | 1997年 | 吉幾三     | 吉幾三     |
| 梅沢富美男・前川清 | ふるさと訪ね旅         | シングル『朝まで踊ろう』           | 2005年 | 吉幾三     | 吉幾三     |
| おかゆ             | 独り言                 | シングル『愛してよ/独り言』        | 2020年 | 吉幾三     | 吉幾三     |
| 金沢明子           | 北漁港                 | シングル『北漁港』                 | 1986年 | 吉幾三     | 吉幾三     |
| 加納ひろし         | おんな海峡物語         | シングル『おんな海峡物語』         | 2016年 | 吉幾三     | 吉幾三     |
| 香西かおり         | 一夜宿                 | シングル『一夜宿』                 | 2014年 | 吉幾三     | 吉幾三     |
| 坂本冬美           | 熊野路へ               | シングル『熊野路へ』               | 2018年 | 吉幾三     | 吉幾三     |
| 沢田研二           | 恋して破れて美しく     | アルバム『愛まで待てない』         | 1996年 | 吉幾三     | 吉幾三     |
| けん&マーシー      | 婆様と爺様のセレナーデ | シングル『婆様と爺様のセレナーデ』 | 1993年 | 吉幾三     | 吉幾三     |
| 千昌夫             | 涙のワルツ             | シングル『夕焼け雲』               | 1983年 | 吉幾三     | 阿部健太郎 |
| 千昌夫             | 津軽平野               | シングル『津軽平野』               | 1984年 | 吉幾三     | 吉幾三     |
| 千昌夫             | あんた                 | シングル『あんた』                 | 1985年 | 吉幾三     | 吉幾三     |
| 竹内力             | 桜のように             | シングル『桜のように』             | 2015年 | 竹内力     | 吉幾三     |
| 田中義剛           | 東北本線               | シングル『東北本線』               | 1990年 | 吉幾三     | 吉幾三     |
| 田中義剛           | 茶魔さま               | シングル『茶魔さま』               | 1991年 | 吉幾三     | 吉幾三     |
| 中畑清             | 十和田丸               | シングル『十和田丸』               | 1984年 | 吉幾三     | 吉幾三     |
| 夏川りみ           | 愛                     | アルバム『虹』                     | 2014年 | 吉幾三     | 吉幾三     |
| 西尾夕紀           | 龍飛埼灯台             | シングル『龍飛埼灯台』             | 2013年 | 西條みゆき | 吉幾三     |
| 西尾夕紀           | 哀愁の宗谷岬           | シングル『哀愁の宗谷岬』           | 2015年 | 西條みゆき | 吉幾三     |
| 西尾夕紀           | 歌姫                   | シングル『今だから わかります』    | 2018年 | 西條みゆき | 吉幾三     |
| 日野美歌           | お酒ください           | シングル『お酒ください』           | 1988年 | 吉幾三     | 吉幾三     |
| 藤あや子           | おばこ巡礼歌           | シングル『おばこ巡礼歌』           | 1996年 | 吉幾三     | 吉幾三     |
| 美川憲一           | おだまり               | シングル『おだまり』               | 1994年 | 吉幾三     | 吉幾三     |
| 松方弘樹           | 華のうちに             | シングル『華のうちに』             | 1993年 | 吉幾三     | 吉幾三     |
| 諸星和己           | 俺らなんにもね〜       | シングル『俺らなんにもね〜』       | 2011年 | 吉幾三     | 吉幾三     |
| 山川豊             | 途中下車               | シングル『途中下車』               | 1994年 | 吉幾三     | 吉幾三     |
| 山川豊             | 我が娘へ               | シングル『我が娘へ』               | 2010年 | 吉幾三     | 吉幾三     |
| 山川豊             | 喜びの日に             | シングル『我が娘へ』               | 2010年 | 水木れいじ | 吉幾三     |
| 山本譲二           | 揚子江                 | シングル『揚子江』                 | 1992年 | 吉幾三     | 吉幾三     |
| 山本譲二           | いつまでも…沖縄        | シングル『いつまでも…沖』          | 1999年 | 吉幾三     | 吉幾三     |
| 山本譲二           | 人は旅人               | シングル『人は旅人』               | 2019年 | 吉幾三     | 吉幾三     |
| 山本譲二           | MABU達                 | シングル『人は旅人』               | 2019年 | 吉幾三     | 吉幾三     |

#### 校歌
- つがる市立稲垣小学校校歌
- 羅臼町立知床未来中学校校歌
- 五所川原市立金木中学校校歌
- 青森県立五所川原工科高等学校校歌[21]

## 出演

### NHK紅白歌合戦出場歴
| 年度   | 放送回 | 回 | 曲目               | 出演順 | 対戦相手       | 備考       |
| ------ | ------ | -- | ------------------ | ------ | -------------- | ---------- |
| 1986年 | 第37回 | 初 | 雪國               | 4/20   | 斉藤由貴       | 紅白初出場 |
| 1987年 | 第38回 | 2  | 海峡               | 7/20   | 松原のぶえ     |            |
| 1988年 | 第39回 | 3  | 酒よ               | 9/21   | 和田アキ子     |            |
| 1989年 | 第40回 | 4  | 港                 | 17/20  | 八代亜紀       |            |
| 1990年 | 第41回 | 5  | 酔歌               | 21/29  | 川中美幸       |            |
| 1991年 | 第42回 | 6  | 女のかぞえ唄       | 8/28   | 大月みやこ     |            |
| 1992年 | 第43回 | 7  | 雪國               | 17/28  | 伍代夏子       |            |
| 1993年 | 第44回 | 8  | 酒よ               | 16/26  | 大月みやこ (2) |            |
| 1994年 | 第45回 | 9  | 娘に…              | 12/15  | 大月みやこ (3) |            |
| 1995年 | 第46回 | 10 | 情炎               | 14/25  | 大月みやこ (4) |            |
| 1996年 | 第47回 | 11 | エレジー〜哀酒歌〜 | 6/25   | 中村美律子     |            |
| 1997年 | 第48回 | 12 | 津軽平野           | 16/25  | 藤あや子       |            |
| 1998年 | 第49回 | 13 | 冬鷗               | 8/25   | 香西かおり     |            |
| 1999年 | 第50回 | 14 | 冬の酒             | 5/27   | 原田悠里       |            |
| 2000年 | 第51回 | 15 | 津軽平野           | 13/28  | 坂本冬美       |            |
| 2001年 | 第52回 | 16 | 出逢いの唄         | 10/27  | モーニング娘。 |            |

### テレビドラマ
- 男なら!（1979年、TBS系）- 飛田幸三 役
- 青春諸君!夏 第5話・第19話（1980年、TBS系）- 行三 役
- 俺んちものがたり!（1980年 - 1981年、TBS系）- 行三 役
- おしゃべり人物伝（1984年 - 1985年、NHK総合）
- 夏・体験物語（1985年・1986年、TBS系）- 主演・金井玉二郎 役
- 暴れん坊将軍II 第121話 「花のお江戸で嫁とるだ!」（1985年、テレビ朝日系）- 与三郎 役
- 銀河テレビ小説（NHK総合）
  - まんが道・青春編（1987年）- 田辺金市 役
  - 素晴らしき帰郷（1988年）- 野宮弥三郎 役
- ヨーシいくぞ!（1987年、TBS系）
- 若大将天下ご免! 第36話「色ぼけ欲ぼけ地獄みち」（1987年、テレビ朝日系）- 清太郎 役
- 大河ドラマ（NHK総合）
  - いのち（1986年）- 八木金太 役
  - 春日局（1989年）- 海北友松 役
  - 青天を衝け（2021年）- 徳川家慶 役
- 御影同心 鬼っ子侍（1991年4月7日、テレビ朝日系）
- 時代劇ロマン「一絃の琴」（2000年、NHK総合）- 緒方嘉平 役
- はぐれ刑事純情派（2001年、テレビ朝日系）- 水原新平 役
- ゴールデンボウル（2002年、日本テレビ）- 番組プロデューサー 役 ※ゲスト
- SAKURA〜事件を聞く女〜 第8話（2014年、TBS系）- 坂本警視総監 役 ※ゲスト

### その他テレビ番組
- ロッテ 歌のアルバム78/79（1978年4月2日 - 1979年9月30日、TBS）- 司会（小島一慶、うつみ宮土理と共同司会）
- 幾三・譲二・前川の爆笑ふるさと自慢（1992年、NBN）
- あなたのサタデー（青森放送）- 青森県ローカル。交通安全キャンペーンで自作のテーマ曲をバックにレギュラー出演。
- 北スペシャル（NHK札幌放送局）- 「いくぞ〜!北の出会い旅」に出演[注 11]。
- Generation H（NHK札幌放送局）- 「セッションやろうぜ!」に出演。
- 笑って泣いて45年!吉幾三と仲間たち（2017年12月9日、2022年1月7日（再放送）、BS-TBS) - 司会：長峰由紀（TBSアナウンサー）、出演：吉幾三、山本譲二、川中美幸、山川豊、神野美伽、福田こうへい、片岡鶴太郎、泉ピン子（VTR）
- ワンナイココリコミラクルタイプ　吉幾三先生役
- 独占!おとなの時間（東京12チャンネル、現在のテレビ東京）

### 映画
- 俺は田舎のプレスリー（1978年8月12日）- 友人・竹彦 役
- 俺は上野のプレスリー（1978年12月27日）- 中里弥三郎 役
- 港町紳士録（1979年8月4日）- 星泰平 役
- 神様のくれた赤ん坊（1979年12月28日）- 福田邦彦 役
- 俺ら東京さ行ぐだ（1985年8月3日）- タクシー運転手・幾田吉三、吉幾三（本人）役（二役）
- ドン松五郎の大冒険（1987年12月19日）- ダンプカーの運転手 役
- ふしぎな岬の物語（2014年10月11日）- 行吉先生 役

### ビデオシネマ
- 俺ら東京さ行ぐだ 〜純情篇〜（1984年、徳間ジャパンコミュニケーションズ）- 吉蔵 役 ※主演

### 吹き替え
- 怪盗グルーのミニオン超変身（2024年7月19日、東宝東和） - グルー歌唱（「Everybody Wants To Rule The World」）※友情出演[22]

### CM
- 松下電器産業「下宿商品」（1978年）
- シャープ青森サービスセンター「ザ・サーチャー808Wカセット」（1980年）
- 花王「サニーナ」（1986年 - 1987年）
- 東洋水産（1986年 - 1988年）
- ヤマト運輸「クール宅急便」（1987年 - 1998年）- 自作CMジングルを歌唱、本人も出演
- 日東化学「タイネット」（1988年 - 1990年）
- ワークマン（1989年 - 2016年）- CMソング「風に吹かれて…」を歌唱、本人も出演
- 本家かまどや（1998年 - 2000年）
- 丸和商事「ニコニコクレジット」（1999年）
- ソニー・コンピュータエンタテインメント「ビブリボン」（1999年 - 2000年）- 自身の楽曲『雪國』を使用しゲームに挑戦している。
- 新日本ハウス（2000年 - ）- CMソング「ドリーム」を歌唱、本人も出演
- もち吉（2005年 - 2006年）
- 明治乳業→明治「グルト」（2009年 - 2012年）- CMソングを歌唱。
- いーふらん「おたからや」（2010年 - 2012年）
- 東日本旅客鉄道 「MY FIRST AOMORI」（2010年 - 2011年）- 新青森駅助役 役
- 全日本選抜事業遊戯連盟協会「東日本大震災復興支援 第21回全国パチンコ・パチスロファン感謝デー」（2011年）
- バンダイ「超変換!!もじバケる」（2011年 - 2012年）- CMソングを歌唱。
- ヤンセンファーマ「C型肝炎」（2014年）
- はつらつ堂「しじみん」（2015年 - 2016年）
- クルーズ「SHOPLIST」（2016年 - 2022年）- 「俺ら東京さ行ぐだ」の替え歌を歌唱、後に出演もしている。[23]
- ベルトラ（2019年 - 2020年）- 「俺ら東京さ行ぐだ」の替え歌を歌唱、本人も出演。
- カプコン「バイオハザード ヴィレッジ」（2021年 - 2022年）- 「俺ら東京さ行ぐだ」の替え歌を歌唱、本人も出演[24]。
- トラストバンク「ふるさとチョイス」（2021年 - 2022年）- CMソングを歌唱、本人も出演。
- ユーキャン「昭和・平成の演歌」（2021年）
- 日冠連経営者協議会（2024年 - ）

年数不明
- ヤンマー「ロータリーエンジン搭載モーターボート」- デビューして初めて出演したCMである。CMソングも本人歌唱。
- デンキのマンデー - CMソングを歌唱、本人も出演。
- アース製薬「フォローユー」- 自作CMジングルを歌唱
- 森永製菓
  - つくんこ
  - チョコモナカジャンボ
- 黄桜「呑カップ」
- 第一コーポレーション
- 青森宝栄工業「サンダイヤ」- 自作ラップCMソングを歌唱、本人も出演
- ラオックス
- 江崎グリコ「レトルト丼」- CMソングを歌唱、本人も出演
- 小樽祝津霊園 - CMソングを歌唱、本人も出演
- 青森県「交通安全キャンペーン」- CMソング「ゆっくり走ろう青森県」を歌唱、本人も出演

### ラジオ
- ハウスウキウキサンデー TOKYOなんでも探検隊（1985年5月26日 - 1986年4月6日、文化放送）- 河合奈保子と共演。

　河合が隊長、吉が副隊長という位置づけであった。
- 吉幾三の朝から大騒ぎ!（2001年10月 - 2002年3月、文化放送）
- 吉幾三Doe〜Su!（2002年4月 - 9月、文化放送）
- 吉幾三 今夜も行くぞ!60分（1991年 - 1992年、ニッポン放送）
- 吉幾三のいくぞ!土曜だ!本気で勝負（1992年 - 1993年、ニッポン放送）
- えんか侍（2015年、アール・エフ・ラジオ日本）- 2月月曜担当。
- 吉幾三のな・な・ま・るグラフィティ（2022年4月3日 - 、青森放送）

## 舞台
- 人情喜劇 母の子守歌（2005年、吉幾三特別公演、新宿コマ劇場）

## その他
- 日高晤郎ショー - ジングル
- エフエム五所川原 - ジングル